# Борове озеро (Харківська область)
Борове́ — заплавне озеро в Україні, в межах Зміївського району Харківської області. 

## Розташування
Розташоване в південно-східній частині Зміївського району, приблизно за 60 км від Харкова, на північний схід від села Черкаський Бишкин. Улоговина озера видовженої форми, простягається серед лісового масиву (переважно сосна) з північного заходу на південний схід. Є невеликий острів. За кілька кілометрів на схід від Борового лежить озеро Лиман. 

## Опис
Борове утворилось на місці стариці річки Сіверського Дінця, яка нині протікає на кілька кілометрів південніше. Довжина озера становить 1,5 км, ширина 500 м, площа 0,36 км², максимальна глибина — до 4 м. Східні береги дещо підвищені, західні — низовинні. Живиться ґрунтовими водами й атмосферними опадами. Взимку замерзає. Донні відклади мулисті з домішками торфу. Озеро заболочується, вода в ньому за хімічними властивостями типово болотна — має кислу реакцію і високий вміст органічних сполук. Серед водяної рослинності — очерет звичайний, рогіз вузьколистий, куга озерна, рдесник та інші. 
- У 2003 році на 25 га території, що прилягає до озера, створено ботанічний заказник місцевого значення — «Озеро Борове».